# Tempest (álbum de Bob Dylan)
Tempest é o trigésimo quinto álbum de estúdio do cantor e compositor americano Bob Dylan.

## Composição
Rolling Stone informou que a música "Tempest", de quatorze minutos de duração, é sobre o transatlântico RMS Titanic e inclui referências ao filme Titanic, de James Cameron. A música "Roll On John" é um tributo a John Lennon, com referências a algumas de suas canções como "Come Together" e "A Day In The Life".
O título do álbum, inicialmente, estimulou rumores que seria o último álbum de Dylan, com base em sua similaridade com o título da última peça de Shakespeare. Dylan depois dissipou o boato: "A última peça de Shakespeare foi chamado de The Tempest, ela não foi chamado simplesmente Tempest.. O nome de meu disco é apenas Tempest. São dois títulos diferentes".

## Faixas
| N.º | Título                  | Compositor(es)            | Duração |  |
| 1.  | "Duquesne Whistle"      | Bob Dylan / Robert Hunter | 5:43    |  |
| 2.  | "Soon After Midnight"   | Bob Dylan                 | 3:27    |  |
| 3.  | "Narrow Way"            | Bob Dylan                 | 7:28    |  |
| 4.  | "Long and Wasted Years" | Bob Dylan                 | 3:46    |  |
| 5.  | "Pay in Blood"          | Bob Dylan                 | 5:09    |  |
| 6.  | "Scarlet Town"          | Bob Dylan                 | 7:17    |  |
| 7.  | "Early Roman Kings"     | Bob Dylan                 | 5:16    |  |
| 8.  | "Tin Angel"             | Bob Dylan                 | 9:05    |  |
| 9.  | "Tempest"               | Bob Dylan                 | 13:54   |  |
| 10. | "Roll On John"          | Bob Dylan                 | 7:25    |  |

## Equipe e colaboradores
- Bob Dylan - guitarra, teclado, piano, vocais e harmonica
- Tony Garnier - baixo
- George G. Receli - bateria
- Donnie Herron - violão de aço, banjo, violino, bandolim
- Charlie Sexton - guitarra
- Stu Kimball - guitarra
- David Hidalgo - guitarra, acordeão, violino